# Dinocras ferreri
Dinocras ferreri là một loài ruồi đá thuộc họ Perlidae bộ Plecoptera, một trong những loài côn trùng lâu đời nhất(khoảng 220 triệu năm trước).

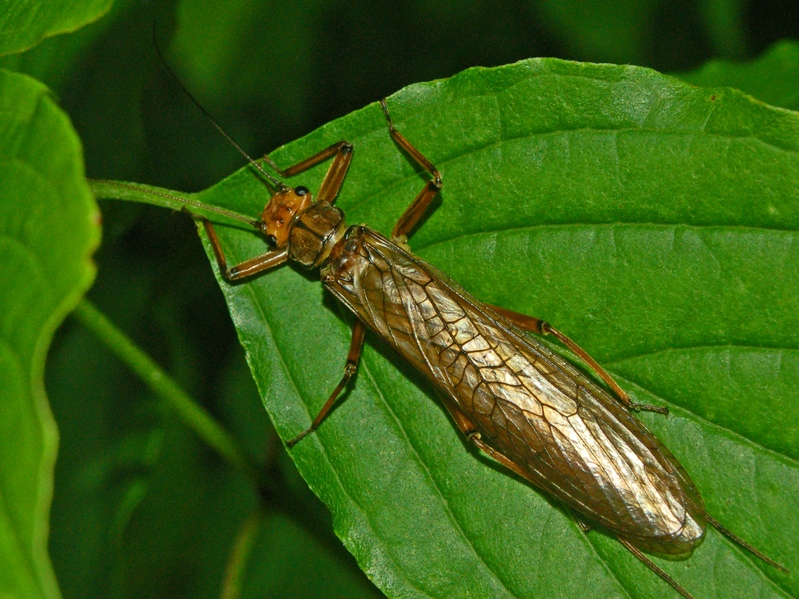
Dinocras ferreri, dorsal view

Loài này hiện diện trong Pháp, Ý và Thụy Sĩ, nó bị giới hạn ở rìa phía nam của dãy Alps và bộ phận nhỏ của miền Bắc Apennines.
Con trưởng thành có thể đạt khoảng 40 mm (1.6 in) chiều dài và chủ yếu có thể gặp phải trong tuyến đường thủy nhỏ.
Các màu sắc cơ bản của cơ thể là màu nâu nhạt, bao gồm cả đầu và chân. Cánh có màng và mờ, với tĩnh mạch màu nâu rõ ràng. Phần còn lại được gấp trên cơ thể. Đầu có sợi râu và các đốm màu vàng ở hai bên. Bụng có màu vàng.
Cả hai giới đều có cánh, nhưng những con trưởng thành bay kém và không bao giờ rời khỏi vùng nước lạnh. Ấu trùng phẳng thường ở dưới những tảng đá chỉ nổi lên từ các vùng nước.